# Ysenburg-Büdingen-Wächtersbach
Die Grafschaft Ysenburg-Büdingen-Wächtersbach lag im Südosten des heutigen Landes Hessen (größtenteils im Main-Kinzig-Kreis) und war von 1687 bis zu ihrer Mediatisierung 1806 ein Territorium im Heiligen Römischen Reich. Sie gehörte zum Oberrheinischen Kreis und war eine (Teil-)Grafschaft von Ysenburg-Büdingen (im 19. und 20. Jahrhundert Schreibweise zu Ysenburg und Büdingen in Wächtersbach). Das reichsunmittelbare Grafengeschlecht, das dieses Territorium beherrschte, besteht seit 1687 und gehört dem Gesamthaus Ysenburg-Büdingen an, dessen drei Speziallinien die gleichnamigen Grafschaften (neben Wächtersbach noch Meerholz und Büdingen – und vor 1725 noch Marienborn) innehatten.
Nach 1806 – mediatisiert – gehörten alle drei (Teil-)Grafschaften zum Rheinbund-Fürstentum Isenburg (bis 1815), dann ein Jahr zu Österreich. Nach der Teilung der isenburgischen Lande (Mitte 1816) kam die Grafschaft zum Großherzogtum Hessen (Hessen-Darmstadt); die Ysenburg-Büdinger Grafen waren Standesherren im Großherzogtum Hessen (ab 1840 mit dem Prädikat Fürsten). 1941 erlosch die Büdinger Linie, der letzte Büdinger Fürst hatte seinen Verwandten aus der Wächtersbacher Linie adoptiert, so dass die Speziallinien verschwunden sind und es seitdem nur noch Ysenburg-Büdingen (zu Ysenburg und Büdingen) gibt. Schloss Wächtersbach ist seit 2016 im Besitz der Stadt Wächtersbach.

## Geografie

### Umfang
Die Grafschaft umfasste ursprünglich die Gerichte Assenheim, Spielberg und Wächtersbach. Nach dem Erlöschen der Marienborner Linie 1725 gab es unter den drei verbliebenen Linien einen Gebietstausch, um sicherzustellen, dass alle jeweils ein etwa gleich großes Territorium hatten. Büdingen-Büdingen erhielt das Amt Marienborn und gab dafür Michelau, Wolferborn und die Burg Ronneburg an Büdingen-Wächtersbach ab. Die Wächtersbacher mussten dafür die beiden Dörfer Gettenbach und Haitz an Ysenburg-Büdingen-Meerholz abtreten.

### Einteilung
Die Grafschaft war in zwei Ämter eingeteilt, davon wiederum das Amt Wächtersbach in Gerichte. Dazu kam ein Anteil am Gericht Wolferborn. Die zeitgenössischen Bezeichnungen dafür variieren. Die Gerichte und Ämter wiederum fassten jeweils einige Siedlungen zusammen. Die Aufteilung sah wie folgt aus:
- Amt Assenheim (drei Orte, 1700 Einwohner): Assenheim, Bönstadt, Bruchenbrücken sowie Burg Ronneburg
- Amt Wächtersbach (Gericht Spielberg und Gericht Wächtersbach):
  - Gericht Spielberg (elf Orte, 3400 Einwohner): Helfersdorf, Hellstein, Leisenwald, Neuenschmidten, Schlierbach, Spielberg (mit Burg), Streitberg, Udenhain, Waldensberg, Wittgenborn, Weiherhof (Hof und Jagdschloss), Weihermühle, Schächtelburg
  - Gericht Wächtersbach (eine Stadt, drei Orte, 1320 Einwohner): Breitenborn, Hesseldorf, Stadt Wächtersbach, Weilers

- Gericht Wolferborn (Anteil, vier Orte, 650 Einwohner): Michelau, Bindsachsen, Hitzkirchen, Kefenrod (Käferoth)

## Geschichte der Ysenburger
Ein Ysenburger, ursprünglich am Mittelrhein und im Westerwald beheimatet (Nieder-Isenburg, 1664 ausgestorben), kam über eine Heirat mit der Erbtochter von Büdingen in die südöstliche Wetterau (Ober-Isenburg). Diese neue Grafschaft Ysenburg-Büdingen teilte sich vom Ende des 15. Jahrhunderts bis in die Mitte des 17. Jahrhunderts mehrmals.
Im Jahre 1324 wird die Burg Wächtersbach erstmals urkundlich erwähnt. In der ersten Hälfte des 16. Jahrhunderts erfuhr die Burg Wächtersbach, durch Graf Anton von Isenburg-Büdingen-Ronneburg (1501–1560), den Begründer der Teilgrafschaft Ysenburg-Ronneburg, eine erste Erweiterung. Nach den Schäden im Dreißigjährigen Krieg war es Graf Johann Ernst I. von Isenburg-Büdingen (1625–1673), der es für seine Hochzeit mit der Gräfin Marie Charlotte von Erbach wieder bewohnbar machte. Später baute er es weiter aus und fügte weitere Gebäude sowie einen Lustgarten mit Brunnen hinzu.

### Die Landesteilung von 1687, die Entstehung des Büdinger Landes und der Speziallinien
Durch die Dritte Hauptteilung (1684) entstanden die beiden Häuser Ysenburg-Büdingen-Birstein (ab 1744 Fürstentum Isenburg und Büdingen) und Ysenburg-Büdingen. Die letztere teilte sich am 23. Juli 1687 in einem erneuten Rezess (= Vergleich) noch einmal in vier Speziallinien. Sie alle nannten sich Ysenburg und Büdingen und fügten jeweils den Sitz ihrer Linie hinzu (einheitliche Schreibweise jedoch erst ab dem 19. Jahrhundert): Ysenburg-Büdingen in Büdingen, Ysenburg-Büdingen in Marienborn (ausgestorben 1725), Ysenburg-Büdingen in Meerholz (ausgestorben 1929) und Ysenburg-Büdingen in Wächtersbach (die 1941 ihren Sitz in Büdingen nahm; es war die einzige Linie, die übrig geblieben war). Die Teil-Grafschaften waren nicht nur durch die Blutsverwandtschaft, sondern insbesondere auch durch Hausverträge (Erbfolgeregelungen) verbunden (Agnaten).

Reichskreise ab ca. 1500, der Oberrheinische Reichskreis (grün)

Da das Erbprinzip der Primogenitur in Ysenburg noch nicht eingeführt war, wurde das Territorium unter den vier Söhnen von Maria Charlotte (1631–1693), Witwe des Johann Ernst von Ysenburg-Büdingen, Vormünderin ihrer Söhne, geteilt. Der älteste Sohn, Johann Casimir (1660–1693) erhielt Schloss, Stadt und Gericht Büdingen und die umliegenden Dörfer, Ferdinand Maximilian, der zweitälteste Sohn Ferdinand Maximilian (1661–1703) erhielt Schloss und Stadt Wächtersbach, Karl August erhielt Marienborn, im heutigen Büdinger Stadtteil Eckartshausen mit den umliegenden Dörfern und Georg Albrecht erhielt Meerholz und die umliegenden Dörfer. Da die Linie Ysenburg-Büdingen-Marienborn bald ausstarb, gab es in der Folgezeit neben der (älteren) Hauptlinie Isenburg-Birstein die (neuen) Speziallinien Ysenburg und Büdingen in Büdingen, Ysenburg und Büdingen in Meerholz und Ysenburg und Büdingen in Wächtersbach.

### Verlust der Selbständigkeit im neuen Staat des Rheinbundes

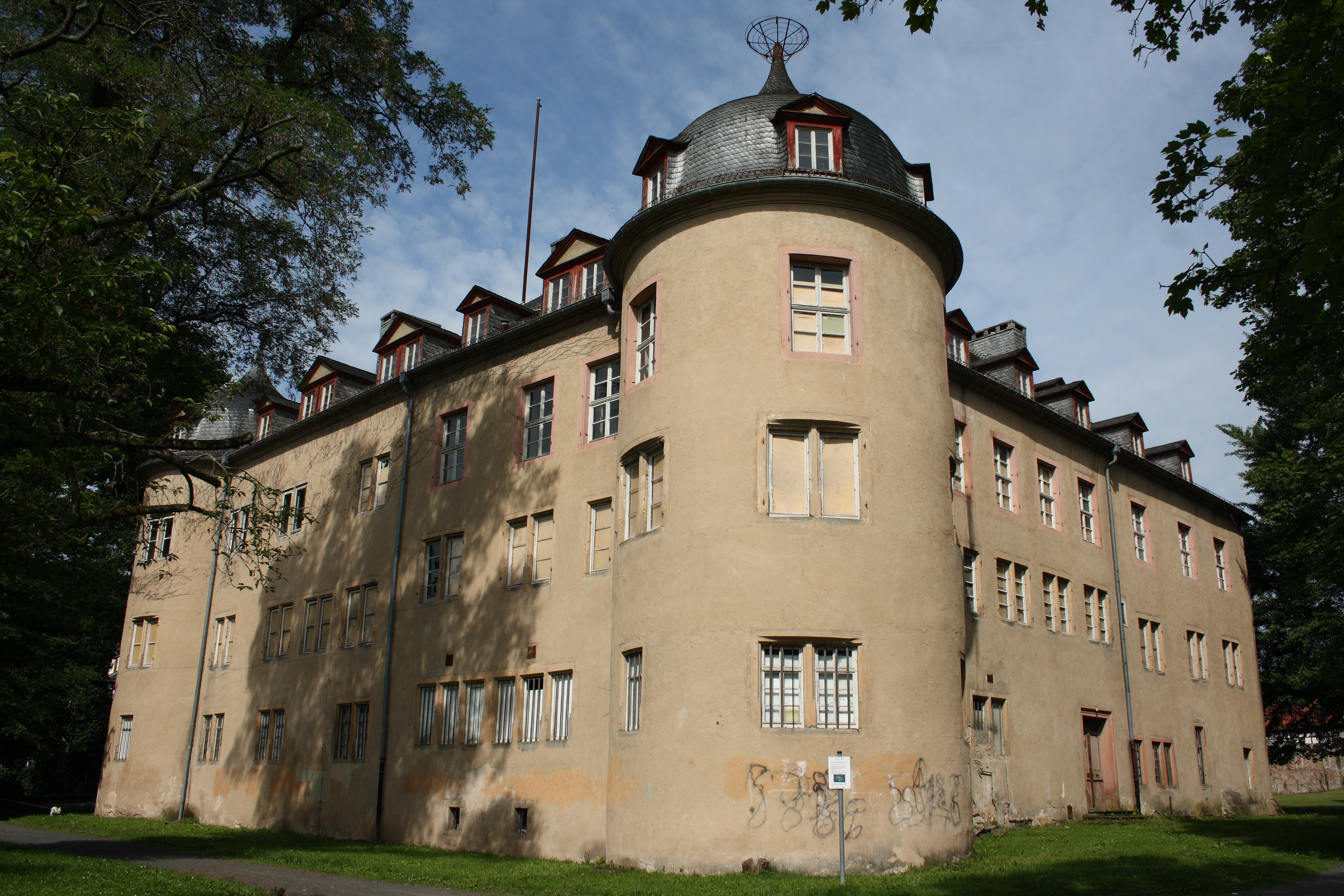
Schloss Wächtersbach im heutigen Zustand

Durch die Rheinbundakte 1806 wurde Carl Fürst zu Isenburg-Birstein (* 1766; † 1820, er regierte von 1803 bis 1813 meist mit Residenz in Offenbach am Main) souverainer Fürst über alle isenburgische Lande (die Grafen von Isenburg-Birstein waren 1744 vom deutschen König und Kaiser zu Fürsten erhoben worden; aber erst 1803 (Reichsdeputationshauptschluss) erhielt Fürst Carl eine Virilstimme im Reichsfürstenrat.) Die Speziallinien wurden im neuen Fürstentum Isenburg mediatisiert, die Gebiete der Grafschaften verloren ihre bisherige Quasi-Selbständigkeit und hießen nun Distrikte. Unter Fürst Carl wurde aus dem ehemaligen Reichsterritorium ein moderner Staat weitgehend nach napoleonischem Vorbild geformt.

### Standesherrn unter Kurfürst und Großherzog ab 1816
Durch Beschluss des Wiener Kongresses 1815 kam der Staat Fürstentum Isenburg an das Kaisertum Österreich und im Jahr 1816 nach einem Teilungsvertrag (Territorial-Ausgleich) mit seinem südlich des Mains gelegenen Gebiet an das Großherzogtum Hessen, das Gebiet nördlich des Mains (und das der Speziallinien Ysenburg und Büdingen) wurde zwischen dem Großherzogtum und dem Kurfürstentum Hessen geteilt. Im nachfolgenden zum Deutschen Bund gehörenden Großherzogtum Hessen und Kurfürstentum Hessen waren sowohl die Linien des Hauses in Birstein als auch die beiden Speziallinien Meerholz und Wächtersbach in beiden Staaten Standesherren, da ihr Gebiet im Staatsgebiet beider Staaten lag. 
Die Grafen der Speziallinien schrieben ihr „Isenburg“ fast durchgängig und vor allem nach 1800 mit „Y“ (unter Anknüpfung an die im Mittelalter übliche Schreibweise).

### Trivia
Aufstieg und Niedergang der Ysenburger Speziallinien ist in der Parabel von den Vier Fichten populär geschildert.

## Ysenburg-Büdingen-Wächtersbacher Grafen

### Zeitliche Reihenfolge der regierenden Grafen
(Quelle:)
- Ferdinand Maximilian I. Graf zu Ysenburg und Büdingen  (1661–1703): Gründer der jüngeren Linie des Hauses Ysenburg-Büdingen-Wächtersbach, machte 1687 Wächtersbach zu seiner Residenz. 1699 nahm Ferdinand Maximilian I. die wegen ihres evangelischen Glaubens aus dem Piemont vertriebene Waldenser auf. Für sie wurde auf der Spielberger Platte das Dorf Waldensberg gegründet.
- Ferdinand Maximilian II. Graf zu Ysenburg und Büdingen (1692–1755), regierender Graf von Ysenburg-Büdingen-Wächtersbach
- Ferdinand Casimir I. Graf zu Ysenburg und Büdingen (1716–1778), regierender Graf von Ysenburg-Büdingen-Wächtersbach und dessen Sohn
- Ferdinand Casimir II. Graf zu Ysenburg und Büdingen (1752–1780), regierender Graf bis 1780.
- Albrecht August Graf zu Ysenburg und Büdingen (1717–1782), regierender Graf bis 1782.
- Wilhelm Reinhard Graf zu Ysenburg und Büdingen (1719–1785), regierender Graf bis 1785.
- Ludwig Maximilian zu Ysenburg und Büdingen (1741–1805): regierender Graf von Ysenburg-Büdingen-Wächtersbach 1798 bis 1805, ein Jahr nach seinem Tod ging die Grafschaft Ysenburg-Büdingen-Wächtersbach im Fürstentum Isenburg auf.

### Standesherren während der Zeit des Deutschen Bundes (1815–1866) und des Kaiserreichs (1871–1918)
- Ludwig Maximilian zu Ysenburg und Büdingen in Wächtersbach (1791–1821): Sohn des Grafen Ludwig Maximilian (1741–1805) und dessen Gemahlin Gräfin Auguste zu Sayn-Wittgenstein (1763–1800), Standesherr und Abgeordneter
- Adolf II. zu Ysenburg und Büdingen in Wächtersbach (1795–1859): gleichfalls Sohn des Grafen Ludwig Maximilian (1741–1805), Standesherr und Abgeordneter.
- Ferdinand Maximilian III. von Ysenburg und Büdingen (1824–1903): Sohn des Grafen Adolf II. und seiner Frau Luise Charlotte Philippine Ferdinande geb. Gräfin von Philippseich (1798–1877), deutscher Standesherr (seit 1865 Fürst), Politiker und Abgeordneter.
- Friedrich Wilhelm zu Ysenburg und Büdingen (1850–1933): Sohn von Ferdinand Maximilian III., Standesherr, Politiker und Abgeordneter.

### Titel
Die „regierenden“ Grafen führten bis 1806 diese Bezeichnung und während der Zeit des Deutschen Bundes (1815–1866) nach einem Bundestagsbeschluss und der entsprechenden landesrechtlichen Durchführung den Titel Erlaucht. In den Erlassen war für die Regierungsbehörden des Großherzogtums Hessen vorgeschrieben, sich gegenüber den gräflichen Standesherrn der Anrede ... Erlauchtig Hochgebohrner Herr Graf und im Context der Ausdrücke ... „Euer Erlaucht“ zu bedienen. Am 17. August 1865 wurde die Familie der Grafen in den kurhessischen Fürstenstand mit dem Titel „Durchlaucht“ erhoben.

### Wappen
Alle Ysenburger und Isenburger Häuser führten das Ober-Isenburger Wappen (zwei schwarze Querbalken auf silbernem Grund). Das souveräne Rheinbund-Fürstentum Isenburg (1806–1815) führte das Ysenburger Wappen mit einem Mittelschild mit goldenem Löwen auf blauem Grund.